# Hoplia breviceps
Hoplia breviceps är en skalbaggsart som beskrevs av Moser 1918. Hoplia breviceps ingår i släktet Hoplia och familjen Melolonthidae. Inga underarter finns listade i Catalogue of Life.